# Ute viridis
Ute viridis är en svampdjursart som beskrevs av Schmidt 1868. Ute viridis ingår i släktet Ute och familjen Grantiidae. Inga underarter finns listade i Catalogue of Life.